# Condado de Morata de Jalón
El condado de Morata de Jalón es un título nobiliario español creado el 12 de abril de 1538 por el rey Carlos I a favor de Pedro Martínez de Luna y Urrea, señor de las baronías de Gotor y de Illueca, IV virrey de Aragón, de Cataluña y de Valencia, asociado a la localidad zaragozana de Morata de Jalón.

## Condes de Morata de Jalón
|                       | Titular                                                | Periodo               |
| Creación por Carlos I | Creación por Carlos I                                  | Creación por Carlos I |
| --------------------- | ------------------------------------------------------ | --------------------- |
| I                     | Pedro Martínez de Luna y Urrea                         | 1538-1570             |
| II                    | Miguel Martínez de Luna y Mendoza                      | 1570-1596             |
| III                   | Ana Martínez de Luna y Ramírez de Arellano             | 1596-1642             |
| IV                    | Antonio Manrique de Luna                               | -1634                 |
| V                     | Ana Apolonia Manrique de Lara                          | 1634-1665             |
| VI                    | Francisco Sanz de Cortés y Borau                       | 1665-1686             |
| VII                   | José Francisco Sanz de Cortés y Coscón                 | 1686-1713             |
| VIII                  | Miguel Sanz de Cortés y Fernández de Heredia           | 1713-1744             |
| IX                    | José María Sanz de Cortés y López de Texeda            | 1768-1806             |
| X                     | María Luisa Sanz de Cortés y Connock                   | 1806-1837             |
| XI                    | María de la Soledad Muñoz de Pamplona y Sanz de Cortés | 1837-1840             |
| XII                   | José Garcés de Marcilla y Muñoz de Pamplona            | 1840-1883             |
| XIII                  | Luis Bordiú y Garcés de Marcilla                       | 1884-1921             |
| XIV                   | María de la O Esperanza Bordiú y Bascarán              | 1922-1951             |
| XV                    | Andrés Martínez-Bordiú y Ortega                        | 1951-2014             |
| XVI                   | Isabel Martínez-Bordiú y de Cubas                      | 2015-actual titular   |

## Historia de los condes de Morata de Jalón

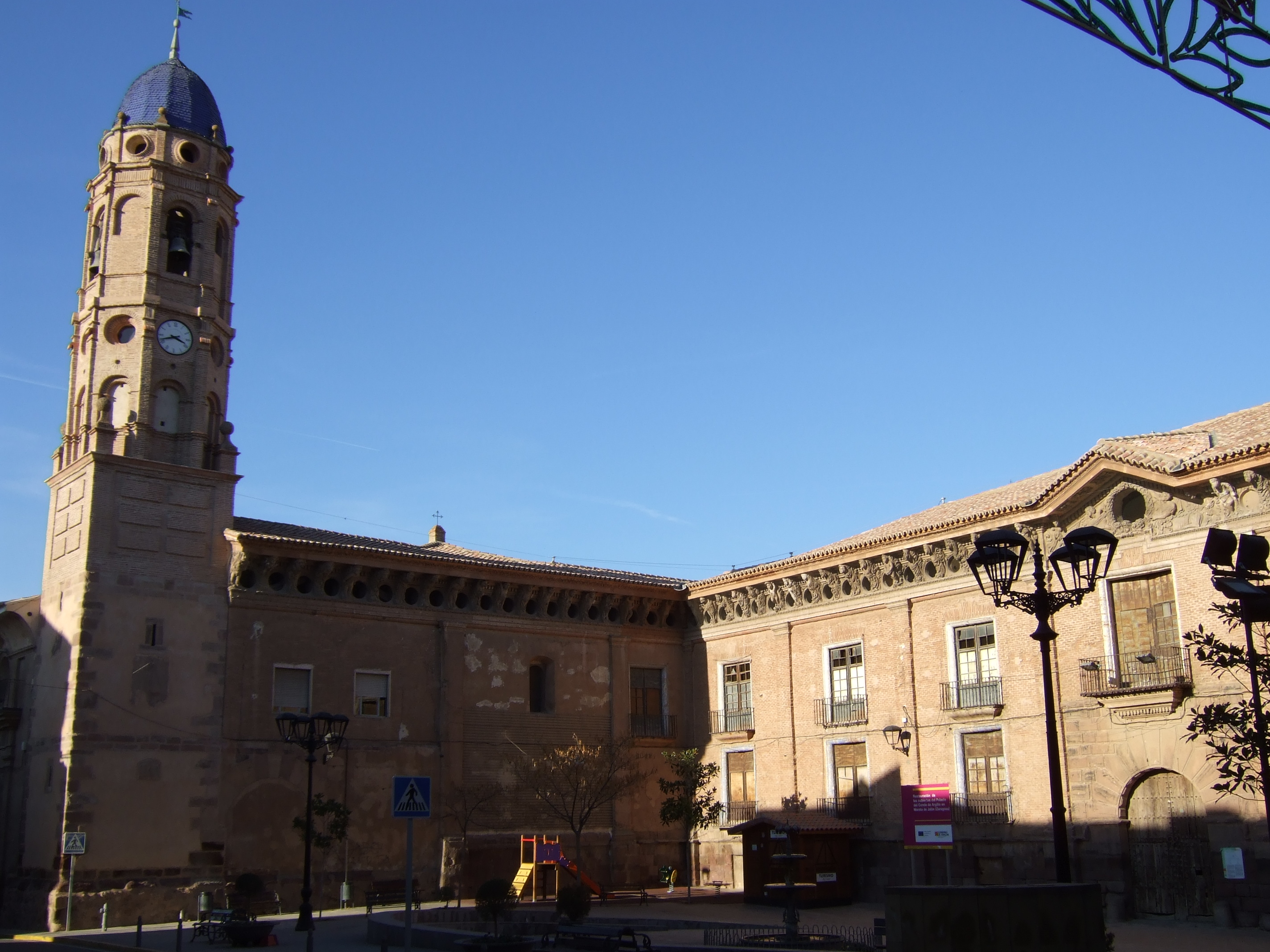
Palacio de los condes de Morata de Jalón, marqueses de Villaverde, condes de Argillo, en Morata de Jalón

- Pedro Martínez de Luna y Urréa (diciembre de 1492-Zaragoza, 26 de septiembre de 1570), I conde de Morata de Jalón.[2][3] Era hijo de Jaime Martínez de Luna y Lanuza, ricohombre de Aragón, virrey y capitán general del Principado de Cataluña, alférez mayor del reino y señor de las baronías de Illuecas, Gotor, Morata, Arandiga, Chodes, Purroy, Valtorres y de la Vilueña, y de su esposa Catalina Ximénez de Urrea e Hijar, su cuñada, viuda de su hermano Juan Martínez de Luna y Lanuza, fallecido luchando contra los moros en Baza en 1491, e hija de Lope de Urrea y Centelles, I conde de Aranda, y de Catalina Fernández de Híjar y Beaumont de Navarra.[4]

Casó en primeras nupcias en 1510 con María de Lanuza y Rocaberti, con quien tuvo a María de Luna y Lanuza, casada con Artal de Alagón y Espés, II conde de Sástago. Contrajo un segundo matrimonio con Inés de Mendoza y de la Cerda, viuda de Francisco Fernández de Luna y Mendoza. Le sucedió, de su segundo matrimonio, su hijo:
- Miguel Martínez de Luna y Mendoza (Zaragoza, 1533-Morata de Jalón, 1595), II conde de Morata de Jalón,[6] señor de Gotor y de Illueca, virrey y capitán general de Aragón.[7] Otorgó testamento el 6 de enero de 1596.[8]

Casó en primeras nupcias con Catalina Baltasara de Luna y Bravo del Río, padres de una hija.  Contrajo un segundo matrimonio en 1573 con Ana Antonia Ramírez de Arellano y Zúñiga, hija de Felipe Ramírez de Arellano, V conde de Aguilar de Inestrillas, y de su esposa María de Zúñiga. Casó en terceras nupcias con Francisca de Castro Pinós Fenollet, de quien no hubo descendencia. Le sucedió su hija de su segundo matrimonio:
- Ana Martínez de Luna y Ramírez de Arellano (Illueca, 1576-Zaragoza, 1 de septiembre de 1642[10]), III condesa de Morata de Jalón y señora de las baronías de Gotor y de Illueca.[11][12]

Casó el 6 de febrero de 1594, en Illueca, con Antonio Manrique de Lara y Luna (m. Madrid, enero de 1624), conocido como Antonio Manrique de Luna, caballero de las órdenes de Santiago y de Calatrava, miembro del Consejo de Guerra, gobernador de Milán y virrey de Navarra, hijo de García Fernández Manrique de Córdoba, V conde de Osorno, y Teresa Enríquez de Luna Guzmán y Álvarez de Toledo, hija de los condes de Alba de Liste. El hijo primogénito de este matrimonio, José de Luna y Manrique de Lara, fue el I marqués de la Vilueña, título concedido en 1626. Le sucedió su hijo:
- Antonio Manrique de Luna (m. Zaragoza, 9 de diciembre de 1634),[13] IV conde de Morata de Jalón,[12] II marqués de la Vilueña, señor de las baronías de la Casa de Illueca, caballero de la Orden de Santiago en 1623 y a quien el rey le dio la encomienda de Villaescusa de Haro en 19 de mayo de 1626,[14] y diputado del Reino por el Brazo de Nobles.[13] Sin descendientes legítimos, tuvo en Violante Gómez de Cardona un hijo natural, Jerónimo Manrique de Luna.[13] Le sucedió su hermana:

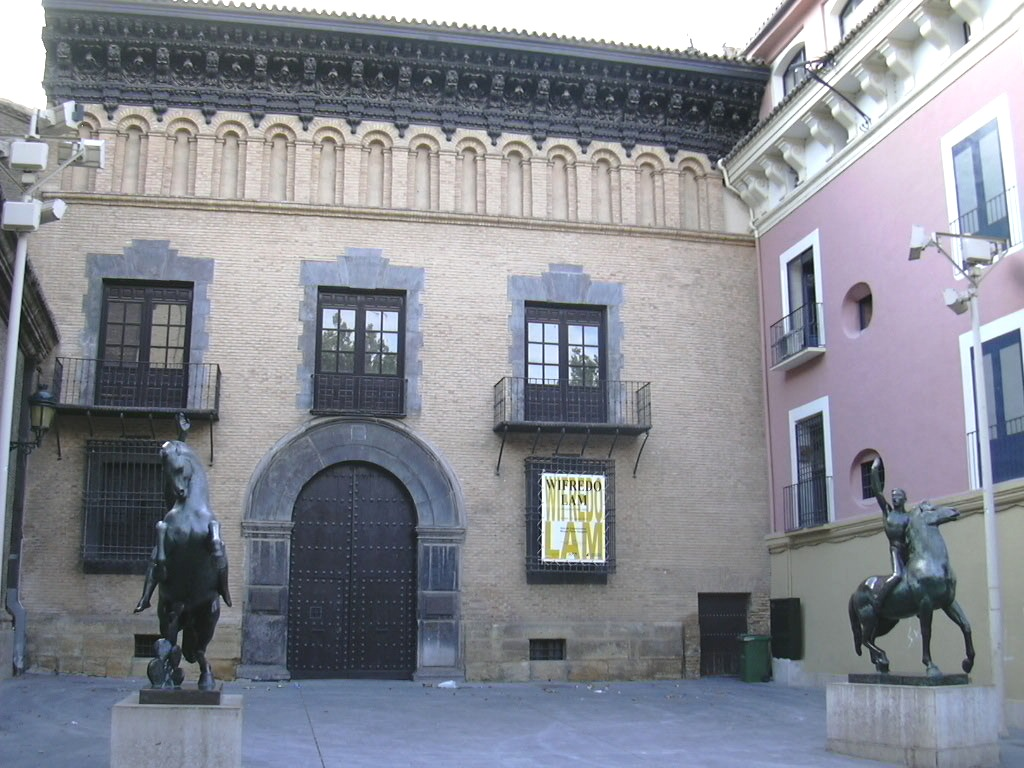
Palacio de los condes de Morata de Jalón, en Zaragoza. Hoy Museo «Pablo Gargallo»

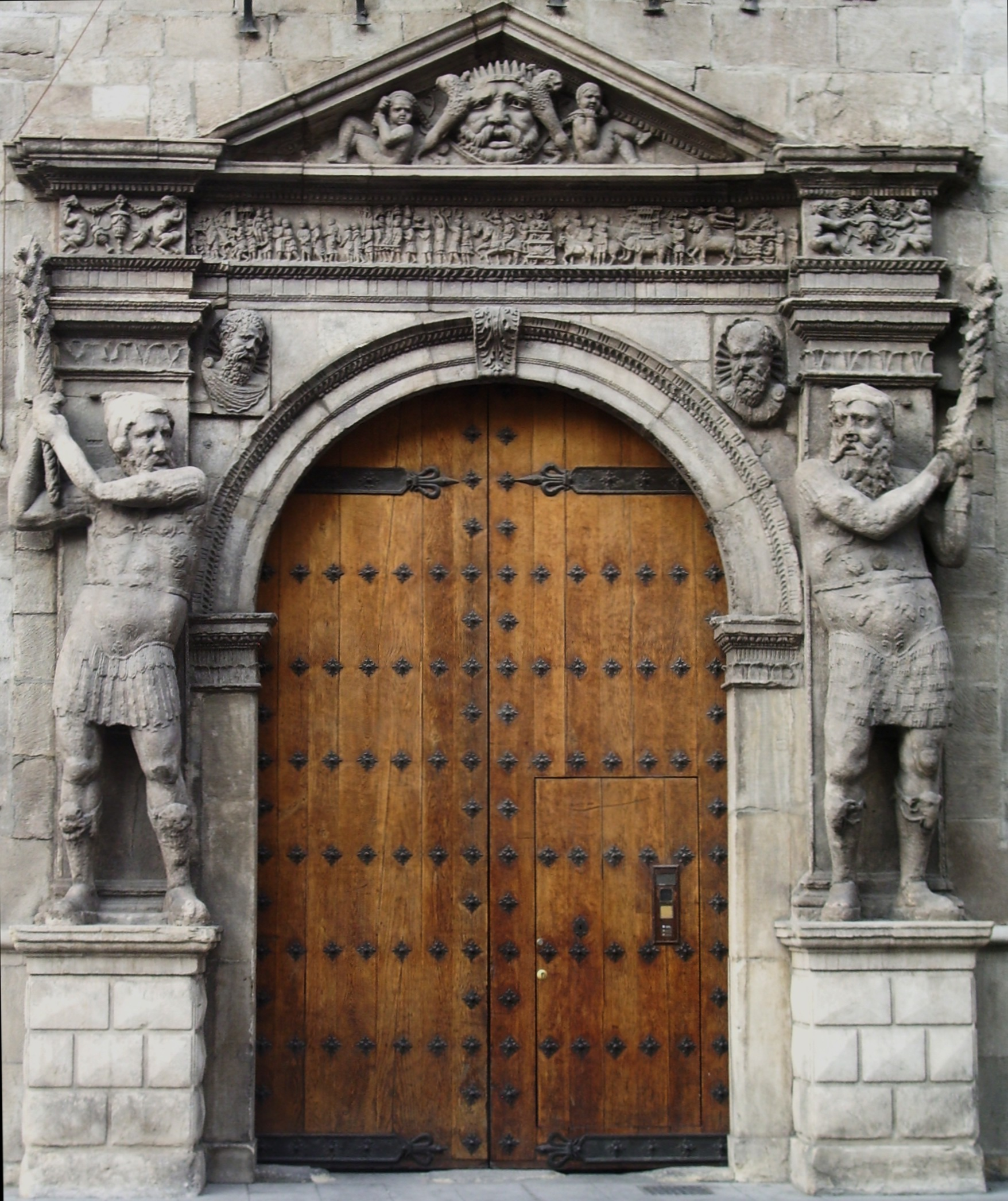
Portada del palacio de los condes de Morata de Jalón, llamado «Palacio de los Luna», en Zaragoza, C/ Coso n.º 1. Hoy Tribunal Superior de Justicia de Aragón

- Ana Apolonia Manrique de Luna (m. Madrid, 21 de marzo de 1669),[15] V condesa de Morata de Jalón,[12][a] la última de la Casa de Luna en ostentar este título,[16] VIII condesa de Osorno[15] por sentencia del 4 de noviembre de 1642,[17]  IX señora y VIII duquesa de Galisteo (de jure),[18] XVI señora de la baronía de Gotor, XV señora de la baronía de Illueca, señora de la baronía de Valtorres y III marquesa de la Vilueña.[15] Vendió los señoríos de Vilueña y Valtorres a su primo, Pedro Pablo Ximénez de Urrea, VI conde de Aranda y I duque de Híjar.[19] Enajenó también, con autorización real en 1665,[20] sin la grandeza de Aragón, las baronías de Gotor e Illueca y el condado de Morata de Jalón a Francisco Sanz de Cortés y Borau, señor de Villaverde y posteriormente, en 1670, I marqués de Villaverde.[21][20] que le sucedió en el condado de Morata de Jalón.

Casó el 28 de noviembre de 1625, en Illueca, con Baltasar Barroso de Rivera y Enríquez de Rivera, conocido como Baltasar de Luna Rivera, III marqués de Malpica, mariscal de Castilla y I conde de Navalmoral. Sin descendencia.
- Francisco Sanz de Cortés y Borau (baut. Zaragoza, 21 de julio de 1623-11 de enero de 1686),[24] VI conde de Morata de Jalón,[b][19] I marqués de Villaverde, XVII barón de Gotor, XVI barón de Illueca.[19] Era hijo de Domingo Sanz de Cortés y de su esposa Ana María Borau.[25]

Contrajo un primer matrimonio el 17 de abril de 1648 con Isabel Juana Coscón Aranda y Cortés (1618-1662). Casó en segundas nupcias el 5 de enero de 1663 con Ana María Fernández de Heredia Mendoza Sanz de Latrás y Camargo. Con descendencia de ambos matrimonios. Le sucedió su hijo del primer matrimonio:
- José Francisco Sanz de Cortés y Coscón (baut. Zaragoza, 30 de marzo de 1652-12 de febrero de 1713),[27] VII conde de Morata de Jalón, II marqués de Villaverde, barón de Gotor, barón de Illueca.[28]

Casó el 12 de agosto de 1680, en Zaragoza, con María Antonia Simona Fernández de Heredia Mendoza y Luna, su prima política, sobrina de su madrasta, hija de Antonio Francisco Fernández Liñan de Heredia y Mendoza, II conde de Contamina y IX barón de Sigües, y de Beatriz Ximénez Cerdán Embún y Armora, II marquesa de Bárboles. Le sucedió su hijo:
- Miguel Sanz de Cortés y Fernández de Heredia (baut, Zaragoza, 22 de marzo de 1686-Madrid, 31 de diciembre de 1744), VIII conde de Morata de Jalón, III marqués de Villaverde, barón de Gotor, barón de Illueca.[29]

Casó el 22 de julio de 1722, en Madrid, con Isabel María López de Texeda Baíllo de la Beldad y Sotomayor, viuda de Juan Prieto de Aedo y de Miguel Fernández Durán y Fernández de la Casa, I marqués de Tolosa, e hija de Antonio López de Texeda Sotomayor y Rodriguéz de León, I marqués de Gallegos de Huebra, y de María Francisca Baílló de la Beldad Gijón y Salcedo. Le sucedió su hijo:
- José María Sanz de Cortés y López de Texeda (Madrid, 25 de noviembre de 1726-19 de septiembre de 1806), IX conde de Morata de Jalón previa sentencia de la Real Audiencia de Aragón del 23 de marzo de 1768,[31] después de un largo pleito,[c] IV marqués de Villaverde por Real Carta de Sucesión del 20 de enero de 1761,[33] barón de Gotor, barón de Illueca, y señor de Morata, Chodes, Arándiga, Villanueva y Purujosa.[34]

Casó el 17 de noviembre de 1753, en Madrid, con María Connock y Albiville (1729-1769), hija de Timon Connock y Echit y de María de Albiville y Wharron. Le sucedió su hija:
- María Luisa Sanz de Cortés y Connock (Zaragoza, 21 de junio de 1761-3 de septiembre de 1837), X condesa de Morata de Jalón, V marquesa de Villaverde y última titular de los señoríos y mayorazgos de la Casa de Luna, baronesa de Gotor, baronesa de Illueca.[36] Soltera, le sucedió su sobrina,[34] hija de su hermana María del Pilar Sánz de Cortés y Connock (1763-1814) y de su esposo, Manuel Muñoz de Pamplona y Pérez de los Nueros, III conde de Arguillo.[37]

- María de la Soledad Muñoz de Pamplona y Sanz de Cortés (Zaragoza, 20 de noviembre de 1785-París, 1 de febrero de 1840), XI condesa de Morata de Jalón, VI marquesa de Villaverde, IV condesa de Argillo,[38] baronesa de Gotor, baronesa de Illueca.[39]

Casó el 2 de octubre de 1805, en Zaragoza, con José Garcés de Marcilla y Azuela, hijo de Rafael Garcés de Marcilla y Cortés de Velasco, y de María del Carmen de la Azuela y Velasco. Le sucedió su hijo:
- José Garcés de Marcilla y Muñoz de Pamplona (1807-1883), XII conde de Morata de Jalón, VII marqués de Villaverde, V conde de Argillo,[38] barón de Gotor, barón de Illueca.

Casó con Rosa Prendergast y Gordon, dama de la Orden de la Reina María Luisa. Sin descendientes. Le sucedió su sobrino, hijo de su hermana, Antonia Garcés de Marcilla y Muñoz de Pamplona y de su esposo Cristóbal Bordiu y Góngora.
- Luis Bordiú y Garcés de Marcilla (París, 1840-Saviñán, 1921), XIII conde de Morata de Jalón, VIII marqués de Villaverde, VI conde de Argillo,[38] barón de Gotor, barón de Illueca y licenciado en Derecho Civil y Canónigo. Fue agregado diplomático en 1864 y cónsul de España en Niza en 1865 y en Bayona en 1866, y caballero de la Orden de Carlos III en 1891.[41]

Casó en 1865 con María del Carmen de Prat y Sánchez-Salvador. Le sucedió su nieta, hija de Cristóbal Bordiú y Prat (m. 1907) casado con María de la O de Bascarán y Reina:
- María de la O Esperanza Bordiú y Bascarán (Madrid, 19 de diciembre de 1896-Mancha Real, 12 de diciembre de 1980), XIV condesa de Morata de Jalón, IX marquesa de Villaverde, VII condesa de Argillo,[38] baronesa de Gotor, baronesa de Illueca.[d]

Casó con José María Martínez y Ortega. Le sucedió su hijo:
- Andrés Martínez-Bordiú (1920-Madrid, 6 de julio de 2014),[42] XV conde de Morata de Jalón.

Casó con Isabel de Cubas y Gerdtzen (m. Madrid, 2008). Le sucede la hija de ambos:
- Isabel Martínez-Bordiú y de Cubas, XVI condesa de Morata de Jalón, mediante real decreto del 6 de marzo de 2015 y real despacho expedido el día 10 del mismo mes.[1]